# Tadeusz Ross
Tadeusz Edward Ross (ur. 14 marca 1938 w Warszawie, zm. 14 grudnia 2021 tamże) – polski aktor, satyryk, piosenkarz, autor musicali, tekstów piosenek i wierszy dla dzieci, scenarzysta i polityk. Poseł na Sejm VI kadencji (2007–2011), poseł do Parlamentu Europejskiego VII kadencji (2013–2014).

## Życiorys
Był synem Tadeusza i Karyny. W 1959 ukończył studia w Państwowej Wyższej Szkole Teatralnej im. Aleksandra Zelwerowicza w Warszawie i zadebiutował w teatrze. Znany z telewizyjnych i estradowych występów satyrycznych i kabaretowych, w szczególności z programu Zulu-Gula. Z Piotrem Fronczewskim tworzył cykliczną audycję satyryczną w PR3 pt. Rossmówki (w ramach audycji 60 minut na godzinę). Samodzielnie stworzył też serię monologów o Staśku, opowiadanych wysokim, miękkim, sepleniącym głosem. Był autorem scenariuszy kilku odcinków serialu Miodowe lata.
W 2006 został wybrany na radnego miasta stołecznego Warszawy, kandydował z listy Platformy Obywatelskiej na Mokotowie. W wyborach parlamentarnych 2007 uzyskał mandat posła na Sejm VI kadencji, kandydując z listy PO w okręgu warszawskim i otrzymując 2712 głosów.
Bez powodzenia startował w wyborach do Parlamentu Europejskiego w 2009 z ramienia PO w okręgu warszawskim. Uzyskał 13 027 głosów i nie objął mandatu. W wyborach w 2011 nie odnowił mandatu poselskiego. W 2013 objął mandat posła do Parlamentu Europejskiego VII kadencji, zastępując Rafała Trzaskowskiego. W PE dołączył do grupy chadeckiej. W 2014 nie uzyskał reelekcji. W tym samym roku został natomiast radnym powiatu piaseczyńskiego. W 2015 wystartował bez powodzenia do Senatu z ramienia PO, zajmując 2. miejsce spośród 5 kandydatów. W wyniku wyborów w 2018 powrócił w skład stołecznej rady miejskiej. W 2019 bezskutecznie wystartował ponownie do Sejmu jako kandydat Koalicji Obywatelskiej.

## Życie prywatne

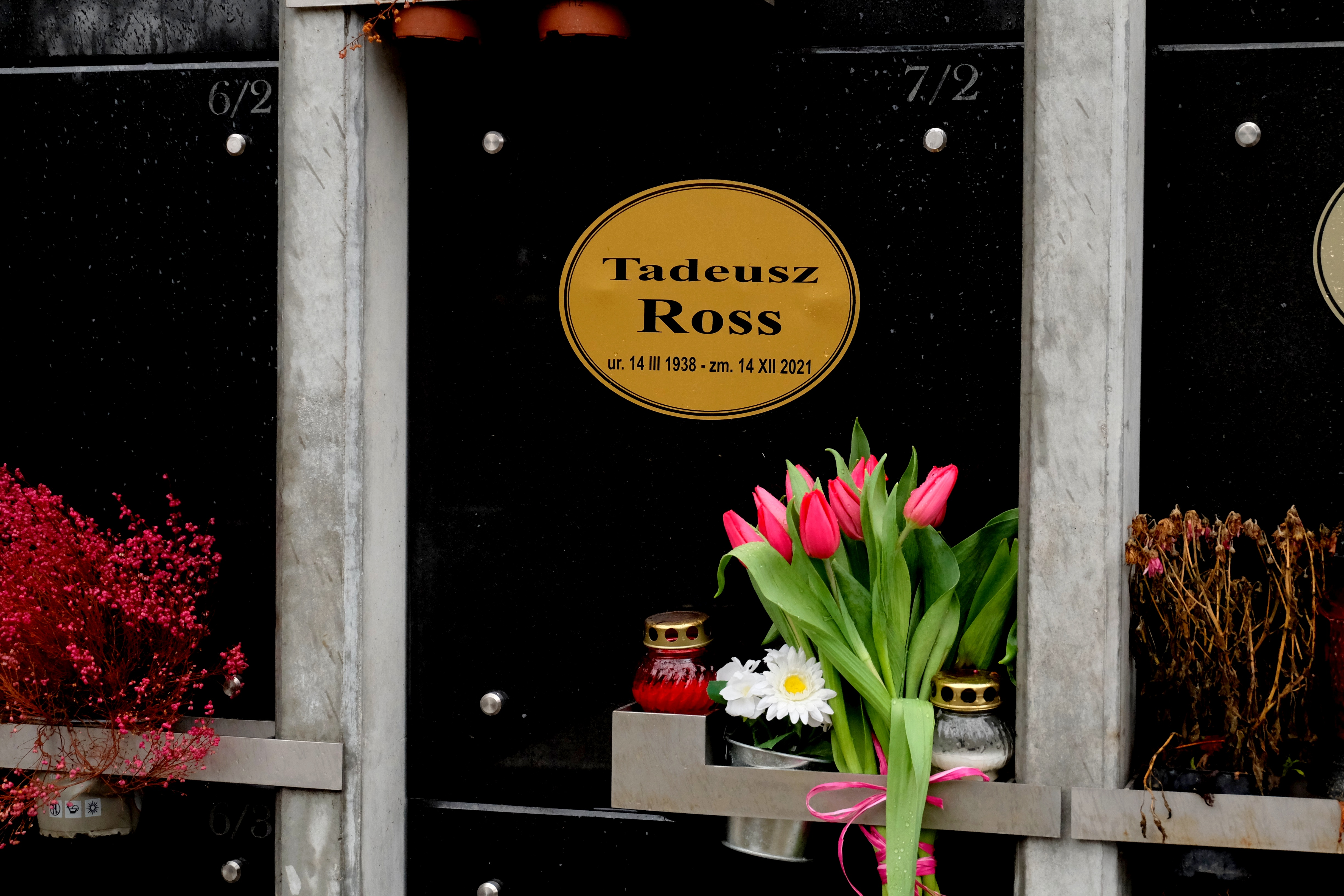
Grób Tadeusza Rossa na cmentarzu Wojskowym na Powązkach w Warszawie

Był pięciokrotnie żonaty, m.in. z tancerką Małgorzatą Potocką. Jego ostatnią żoną była dziennikarka i terapeutka Sonia Ross. Miał siedmioro dzieci.
Zmarł 14 grudnia 2021. Został pochowany 22 grudnia 2021 na cmentarzu Wojskowym na Powązkach w Warszawie (kwatera QKOL5/2/7).

## Filmografia
Opracowano na podstawie materiału źródłowego.
- 1965: Podziemny front – żołnierz AL
- 1967: Opowieści niezwykłe – szejk
- 1970: Pejzaż z bohaterem – mężczyzna w pociągu
- 1971: Milion za Laurę – asystent przewodniczącego komisji
- 2003: Klan – Stanisław Lachman
- 2004: Daleko od noszy – różne role
- 2007: Niania – mężczyzna w restauracji
- 2010: Daleko od noszy 2 – wysoki komisarz unijny
- 2010: Plebania – Tutka
- 2015: Na dobre i na złe – Lucjan Korzeb
- 2016: Blondynka – weterynarz Igor
- 2019: Pasjonaci – senator Henryk Grabiński

## Odznaczenia
- 1979: Odznaka honorowa „Za Zasługi dla Warszawy”[13]